# Charles Picqué
Charles Picqué (Etterbeek, 1º novembre 1948) è un politico belga, esponente del Partito Socialista francofono ed ex ministro federale e deputato.
Ministro di Stato, sindaco del comune di Saint-Gilles (Bruxelles) dal 1985, ha ricoperto questa posizione con altre responsabilità politiche. È stato quattro volte (1989-1995, 1995-1999, 2004-2009, 2009-2013) Ministro presidente della Regione di Bruxelles-Capitale. Dal 2014 al 2019 è Presidente del Parlamento della Regione di Bruxelles-Capitale.

## Biografia
Laureato in economia alla Louvain School of Management.
È stato coinvolto nelle attività del Partito Socialista vallone. Negli anni '80 è stato consigliere di Saint-Gilles e poi del Brabante. A partire dal 1985 è sindaco di Saint-Gilles. Negli anni 1988-1990, 1999-2000 e 2003-2004 ha fatto parte della Camera dei rappresentanti.

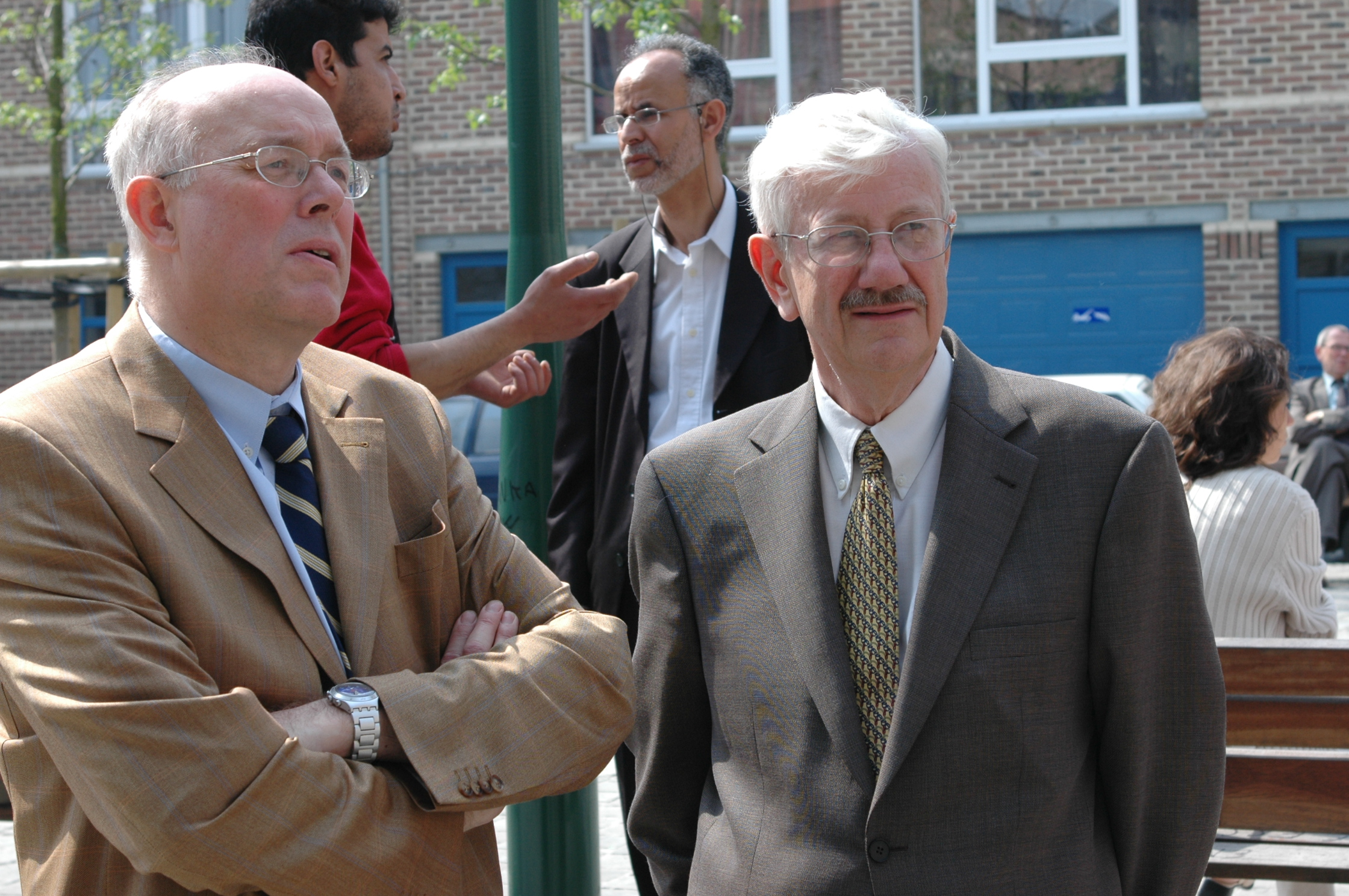
Charles Picqué e Philippe Moureaux all'Inaugurazione del Molenbeek Business Center.

Dal 1988 al 1989 è stato ministro della comunità francofona per le relazioni sociali. Poi per dieci anni è stato ministro presidente della Regione di Bruxelles-Capitale, responsabile anche per la pianificazione urbana, l'occupazione e la riqualificazione degli edifici. Dal 1995 al 1999 è stato nuovamente membro delle autorità della comunità francofona in qualità di Ministro degli affari culturali.
Nel 2000 assume la carica di ministro dell'economia e della ricerca scientifica nel governo di Guy Verhofstadt, incarico che ha mantenuto fino al 2003. Un anno dopo è divenuto di nuovo ministro presidente di Bruxelles, rimanendo in carica fino al 2013, quando ha lasciato il posto al collega di partito Rudi Vervoort. Nel 2014 viene eletto al Parlamento della Regione di Bruxelles-Capitale, come suo presidente.